# Gian Piero Ventura
Gian Piero Ventura (* 14. Januar 1948 in Genua) ist ein ehemaliger italienischer Fußballspieler und Trainer.

## Karriere

### Als Aktiver
Ventura spielte für Sampdoria Genua, beendete aber aufgrund einer schweren Rückenverletzung bereits im Alter von 25 Jahren seine Karriere.

### Als Trainer
Ventura wurde 1976 Jugendtrainer bei Sampdoria Genua und drei Jahre später sogar zum Co-Trainer befördert. 1981 wurde er Cheftrainer bei Ruentes Rapallo. Ventura trainierte in der Folgezeit über 15 verschiedene italienische Vereine. Von Juli 1999 bis Juni 2000 kehrte er als Cheftrainer zu Sampdoria Genua zurück. Von Juli 2011 bis Juni 2016 war er Trainer des italienischen Erstligisten FC Turin. Nach der Europameisterschaft 2016 in Frankreich übernahm Ventura, zunächst für zwei Jahre, das Amt des italienischen Nationaltrainers. Nachdem er mit der Mannschaft die Qualifikation zur Weltmeisterschaft 2018 verpasst hatte, wurde Ventura im November 2017 aus seinem Amt entlassen. Im Oktober 2018 übernahm er den auf dem letzten Tabellenplatz stehenden italienischen Erstligisten Chievo Verona als Cheftrainer, der Vertrag wurde jedoch nach fünf Wochen bereits wieder aufgelöst. In der Saison 2019/20 trainierte Ventura den Zweitligisten US Salernitana.
Am 12. November 2021 beendete Ventura seine Karriere als Trainer.